# Inni (album)
Inni è il primo album dal vivo del gruppo musicale islandese Sigur Rós, pubblicato il 7 novembre 2011 dalla Krunk.

## Descrizione
Definito dal gruppo come «l'esperienza definitiva dal vivo», si tratta di un doppio CD e singolo DVD di 75 minuti diretto da Vincent Morisset riguardanti i due concerti del 20 e 21 novembre 2008 all'Alexandra Palace di Londra per il tour dell'album Með suð í eyrum við spilum endalaust.

## Tracce
CD 1
1. Svefn-g-englar - 10:13
2. Glósóli - 6:52
3. Ný batterí - 8:38
4. Fljótavík - 3:38
5. Vid spilum endalaust - 3:59
6. Hoppípolla - 4:13
7. Med blód nasir - 2:22
8. Inní mér syngur vitleysingur - 4:09
9. E-bow - 9:09

CD 2
1. Sæglópur - 7:41
2. Festival - 7:36
3. Hafsól - 8:28
4. All alright - 5:42
5. Popplagid - 15:24
6. Lúppulagid - 5:59

## Film
Inni è il secondo film del gruppo, preceduto da Heima del 2007.
Caratteristica peculiare del film è il filtro monocromatico presente per quasi tutta la sua durata. Ciò si discosta molto dai colori accesi e vivi di Heima in cui il gruppo veniva rappresentato spesso a contatto diretto con i panorami dell'Islanda.
È stato presentato alla Mostra Internazionale d'Arte Cinematografica di Venezia il 3 settembre 2011.

### Tracce
1. Ný batterí
2. Svefn-g-englar
3. Fljótavík
4. Inní mér syngur vitleysingur
5. Sæglópur
6. Festival
7. E-bow
8. Popplagid
9. Lúppulagid

## Classifiche
| Paese             | Posizione più alta |
| ----------------- | ------------------ |
| Austria           | 32                 |
| Belgio (Fiandre)  | 24                 |
| Belgio (Vallonia) | 50                 |
| Francia           | 76                 |
| Germania          | 33                 |
| Irlanda           | 49                 |
| Italia            | 23                 |
| Norvegia          | 32                 |
| Paesi Bassi       | 41                 |
| Portogallo        | 30                 |
| Regno Unito       | 45                 |
| Spagna            | 67                 |
| Svezia            | 49                 |
| Svizzera          | 15                 |